# Bartolomeo Cristofori
Bartolomeo Cristofori (teljes nevén Bartolomeo Cristofori di Francesco) (Padova, 1655. május 4. – Firenze, 1731. január 27.) a modern zongora atyja, a Mediciek udvari hangszerkészítője.

## Élete
Olasz csembalókészítő volt; neki tulajdonítják a zongora feltalálását, melyet az ő idejében gravicembalo col piano e forténak, azaz „halkan és hangosan szóló csembalónak” neveztek. Ez a név a zongorának arra a – csembalótól különböző – jellemzőjére utal, hogy a hangerő a billentyűkre gyakorolt nyomással arányosan változik. Cristofori úgy érte el ezt a hatást, hogy a csembalóban lévő pengető szerkezetet olyan kalapácsmechanikával cserélte fel, mely a húrokat nagyobb vagy kisebb erővel is képes megütni. 
Cristofori életéről keveset tudunk; találmánya sem vált ismertté életében. 1690 körül Padovából Firenzébe ment Ferdinando de'Medici herceg hívására, aki maga is kiváló csembalista volt. Ez arra mutat, hogy Cristofori ekkor már gyakorlott hangszerkészítő hírében állt. (A Michigani Egyetemen lévő Stearns Gyűjteményben található egy 1702-ből származó, Ferdinando címerét viselő, általában Cristoforinak tulajdonított hárommanuálos csembaló.) 
1698-tól állt a Mediciek szolgálatában. 
Cristofori valószínűleg 1703 körül találta fel a zongorát, amelyből korabeli források szerint 1711-ben már négy használatban volt. Ferdinando 1713-ban hunyt el, de Cristofori a nagyherceg, III. Cosimo szolgálatában maradt, később pedig (1716) Ferdinando hangszergyűjteményének gondozója lett. Ebben a 84 darabból álló hagyatékban 7 Cristofori készítette csembaló, illetve spinét is volt. 
Cristofori 1726-ra a modern zongoramechanika valamennyi lényeges eleméig eljutott. Ez a csembalóéhoz hasonlóan fából készült, azonban nem bírta el a húrok nagyobb feszítettségét, melyre a későbbi zongorák erőteljesebb hangzásához szükség volt. Mindenesetre a (például Lipcsében és New Yorkban) fennmaradt darabokból ítélve zongorái érzékenyek voltak, széles, dinamikus hangtartománnyal. 
Cristofori konstrukciójáról nem vettek tudomást Itáliában, Németországban viszont, különféle zenei szakmunkák és egyéb írásos említések hatására, hamar megismerték és alkalmazták.

## Jelentősége
A spinét- és csembalóépítő Bartolomeo Cristofori készítette 1709-ben az első olyan csembalót, amely dinamikus játékmódra is képes.
Ez az új szerkezet (gravicembalo con piano e forte = halk és hangos hangú csembaló) a húrokat nem pengetéssel, hanem kalapácsok alulról felfelé való megütésével szólaltatja meg. Ezt a hangszert továbbra is csembalónak hívták; a pianoforte elnevezés, amelyet jóval később piano-ra rövidítettek, csak 1732-ben jelent meg.